# Mask Singer: adivina quién canta
Mask Singer: adivina quién canta és un concurs musical en el qual cares conegudes, sota una original disfressa i sense revelar la seva vertadera identitat, ofereixen actuacions amb les quals intenten ser els millors valorats pels investigadors i el públic, i així continuar concursant una setmana més.
El format va ser adquirit per Atresmedia a l'octubre de 2019. Al gener de 2020 es va confirmar que Arturo Valls presentaria aquest nou concurs a Antena 3. Més tard, es varen fer públics els noms dels jutges i investigadors, Javier Calvo i Javier Ambrossi, José Mota i Ainhoa Arteta, aquesta última cobrint el buit de Malú ja que no podia compatibilitzar el seu embaràs amb els enregistraments del programa. Amb la Pandèmia de COVID-19 es van retardar els enregistraments fins a octubre de 2020 i finalment la cantant Malú si que va poder ocupar el seu lloc d'investigadora.
El 5 de novembre de 2020 es va anunciar que el programa havia renovat per una segona edició que comptaria amb 9 nous programes. A més a més, Paz Vega va entrar al grup d'investigadors substituint a Malú que no podia compatibilitzar Mask Singer amb La Voz.

## Temporades
| Temporada | Temporada | Programes | Estrena               | Final                  | Guanyador/a        | Audiència mitjana | Audiència mitjana |
| Temporada | Temporada | Programes | Estrena               | Final                  | Guanyador/a        | Espectadors       | Quota             |
| --------- | --------- | --------- | --------------------- | ---------------------- | ------------------ | ----------------- | ----------------- |
|           | 1         | 8         | 4 de novembre de 2020 | 23 de desembre de 2020 | Paz Vega (Catrina) | 2 930 000*        | 23,8 %*           |
|           | 2         | 9         | 2021                  |                        |                    |                   |                   |
| Total     | Total     | 16        | 2020                  |                        |                    |                   |                   |

## Equip
| Presentador  | Professió                      | Temporada |
| Presentador  | Professió                      | 1         |
| ------------ | ------------------------------ | --------- |
| Arturo Valls | Actor, humorista i presentador |           |

### Investigadors
Investigador fixe
     Investigador ocasional (Substitut o convidat)
| Investigador    | Professió                              | Temporada | Temporada |
| Investigador    | Professió                              | 1         | 2         |
| --------------- | -------------------------------------- | --------- | --------- |
| Javier Calvo    | Director, guionista i actor            |           |           |
| Javier Ambrossi | Director, guionista i actor            |           |           |
| Malú            | Cantant i compositora                  |           |           |
| José Mota       | Humorista, actor, imitador i guionista |           |           |
| Paz Vega        | Actriu                                 |           |           |
| Vanesa Martín   | Cantant i compositora                  | Gal·la 5  |           |
| Eva González    | Model i presentadora de TV             | Gal·la 6  |           |

## Temporada 1

### Concursants
Màscares principals
| Posició | Màscara   | Concursant         | Professió                                  |
| ------- | --------- | ------------------ | ------------------------------------------ |
| 1       | Catrina   | Paz Vega           | Actriu                                     |
| 2       | Caniche   | Genoveva Casanova  | Aristòcrata                                |
| 3       | Camaleón  | Toni Cantó         | Polític i actor                            |
| 4       | Cuervo    | Jorge Lorenzo      | Motociclista                               |
| 5       | Girasol   | Al Bano            | Cantant                                    |
| 6       | Pavo Real | Pastora Soler      | Cantant                                    |
| 7       | Cerdita   | Terelu Campos      | Presentadora i col·laboradora de televisió |
| 8       | Monstruo  | Fernando Tejero    | Actor                                      |
| 9       | Gamba     | Màxim Huerta       | Periodista, escriptor i polític            |
| 10      | Unicornio | Norma Duval        | Vedette, actriu i presentadora             |
| 11      | Pulpo     | Pepe Navarro       | Periodista i productor                     |
| 12      | León      | Georgina Rodríguez | Influencer                                 |

Màscares convidades
| Màscara   | Concursant               | Professió                                                       |
| --------- | ------------------------ | --------------------------------------------------------------- |
| Mariquita | Mónica Carrillo Martínez | Periodista                                                      |
| Robot     | Cristina Pedroche        | Col·laboradora de televisió i ràdio, presentadora i periodista. |

## Audiència mitjana
| Edició                             | Programes | Data | Cadena  | Audiència           | Gran final |
| ---------------------------------- | --------- | ---- | ------- | ------------------- | ---------- |
| Mask Singer: Adivina quién canta   | 8         | 2020 | Antena3 | 2 840 000 (23,5 %)* |            |
| Mask Singer 2: Adivina quién canta | 9         | 2021 | Antena3 |                     |            |

## Temporada 2
| Posició | Màscara    | Concursant                      | Professió                         |
| ------- | ---------- | ------------------------------- | --------------------------------- |
| 1       | Erizo      | Joaquín Cortés                  | Ballarí                           |
| 2       | Plátano    | Willy Bárcenas                  | Cantant                           |
| 3       | Huevo      | María Pombo                     | Influencer                        |
| 4       | Monstruita | Anne Igartiburu Verdes          | Presentadora de televisió         |
| 5       | Cocodrilo  | Bertín Osborne                  | Cantant i presentador             |
| 6       | Dragona    | María Zurita de Borbón          | Empresària i membre de la realesa |
| 7       | Flamenco   | Mar Flores                      | Model i empresària                |
| 8       | Perro      | José Manuel Calderón Borrallo   | Jugador de bàsquet                |
| 9       | Medusa     | Mel B                           | Cantant i Spice Girl              |
| 10      | Rana       | Josep Pedrerol                  | Periodista esportiu               |
| 11      | Cactus     | Eva Hache                       | Humorista                         |
| 12      | Ángel      | Paloma San Basilio              | Cantant                           |
| 13      | Mariposa   | Esperanza Aguirre Gil de Biedma | Política                          |
| 14      | Gatita     | Isabel Preysler                 | Model y socialité                 |
| 15      | Menina     | La Toya Jackson                 | Cantant                           |

Màscara digital
Aquesta segona temporada conta amb una màscara digital patrocinada per AliExpress. Les seves actuacions només es poden veure per Atresplayer i no serà fins a la final on es revelerà la seva identitat a la televisió.
| Màscara       | Concursant   | Professió                                |
| ------------- | ------------ | ---------------------------------------- |
| Dama Centella | Tamara Gorro | Influencer i col·laboradora de televisió |

Màscares convidades
| Màscara  | Concursant                 | Professió  |
| -------- | -------------------------- | ---------- |
| Pingüino | José Manuel Reina Páez     | Futbolista |
| Paella   | Ainhoa Arteta Ibarrolaburu | Soprano    |